# シニアコミュニケーション
株式会社シニアコミュニケーション（英: Senior Communication Co. Ltd）は、かつて存在した50歳以上のシニア向け市場に特化したコンサルティング会社。粉飾決算発覚により2010年に東証マザーズ上場廃止。その大胆かつ巧妙な不正の手口は報道特集が組まれるなど世間を騒がせた。
本社は東京都港区に所在した。

## 概要
株式会社シニアコミュニケーションは、山崎伸治ら3名が2000年に設立した会社である。取締役社長、副社長に就任したこれら3名は、売上高の架空計上など有価証券報告書の虚偽記載を繰り返し、あまつさえは監査法人の残高確認手続きに対し、虚偽記載をおこなった取引相手や郵便ポストから書類をだまし取り偽造までしたほか、その財務諸表を前提に新規上場や公募増資を行っていた。東京証券取引所は上場適格性に強い疑義を抱かせるとして、上場廃止が適当と判断、2010年8月24日に同社株を同日から整理銘柄に指定し、9月25日付で上場廃止にすると決定した。
元取締役3名が辞任後、同社はこれら3名に対し、損害賠償請求訴訟を提起した。経営陣は一新され、その後も会社存続が試みられるが、経営は困窮し、東京地裁に破産を申請し、22日に破産手続開始決定を受けた。28日に倒産。負債総額は6億400万円。

## 沿革
- 2000年5月 - 資本金1000万円で設立。
- 2005年7月 - 東証マザーズに上場。
- 2010年8月 - 粉飾決算が発覚し整理銘柄指定。
- 2010年9月 - 東証マザーズ上場廃止 。
- 2012年1月 - 株式会社シニアコムを新設分割し、シニアビジネスサポート事業を譲渡。
- 2012年2月 - 破産手続き開始。

## 外部調査委員会による調査報告書の内容
売上の前倒し計上（進行基準表の作成）、途中で頓挫・減額された案件や売上計上後入金されない案件のＡＴＭからの入金填補処理、監査法人への説明会計証憑（発注書、検収書等）の有印私文書偽造、残高確認状に関する処理（郵便局への回収、残高確認状のポスト投函）の信書隠匿及び開封など犯罪行為を含む不正について。

## 損害賠償請求訴訟
東京地方裁判所はシニアコミュニケーション社株主による損害賠償請求訴訟に対し、平成２２年６月４日の終値1万1320円と口頭弁論終結時の株価の差額部分に保有株式数を乗じた金額を損害額と認定し、同社元取締役の3名に損害賠償を命じた（平成25年2月22日判決、東京地裁民事第16部）。